# Heinrich Schmidt (Porzellanmaler)
Heinrich Schmidt (* um 1788 in Thangelstedt bei Weimar; † 6. August 1842 Weimar) war ein deutscher Porzellanmaler in Weimar.

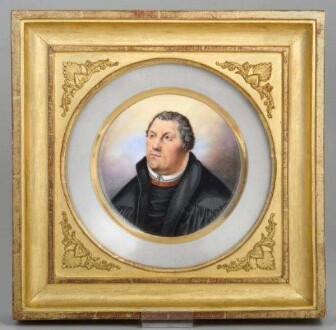
Heinrich Schmidt: Porzellanteller mit Lutherbildnis in vergoldetem Empire-Rahmen

## Leben
Schmidt arbeitete anfänglich in der Porzellanfabrik Blankenhain, war später Schüler von Franz Kotta in Rudolstadt, von 1813/15 Schüler an der Zeichenschule Weimar, wo er 1815 Porzellantassen mit Zeichnungen nach Raffael ausstellte. In den Jahren 1821 bis 1836 hatte er den Auftrag, mehrere hundert Teller mit Laubrand und Weimar-Ansichten für den Weimarer Hof zu liefern. Darüber hinaus unternahm er erfolgreiche Versuche beim Übertragen von Kupferstichen auf Porzellan. 
Einer seiner Schüler, Adelbert Schenk, sollte sich später als Fotopionier in Weimar einen Namen machen. Schenk wiederum war Sohn des Porzellanmalers Friedrich Ulrich Schenk und zugleich nach dessen frühem Tod Pflegesohn Schmidts. Schenk erbte Schmidts Geschäft, da dieser offenbar keine Nachkommen hatte, die es hätten weiterführen können.